# Marbury v. Madison
Marbury v. Madison ist ein 1803 vom Obersten Gerichtshofs der Vereinigten Staaten entschiedener Fall, der in der amerikanischen Rechtsprechung eine herausragende Bedeutung erlangte. Mit dieser Entscheidung konstatierte der Oberste Gerichtshof das Recht, Bundesgesetze auf ihre Verfassungsmäßigkeit hin zu überprüfen und solche für nichtig zu erklären (judicial review). Nicht zuletzt wegen dieses Votums gewann das Gericht unter Chief Justice John Marshall, bezeichnet als „the Marshall Court“, politische und historische Bedeutung.
Der Fall ist auch international bemerkenswert, da er als erster das Konzept der Verfassungsgerichtsbarkeit, wenn auch nicht in dieser Bezeichnung, hervorbrachte.  Zwar gab es in Europa seit dem 15. Jahrhundert Rechtsprechung zur Abgrenzung der Rechte von Staatsorganen, judicial review erfolgte wegen des politischen Systems der Amerikanischen Verfassung jedoch in einer qualitativ neuen Konstellation, als positivistische Kontrolle im Spannungsfeld zwischen Volkssouveränität und Gewaltenteilung.

## Hintergrund

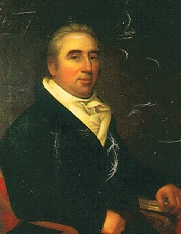
William Marbury

In der Präsidentschaftswahl 1800 besiegte Thomas Jefferson den Amtsinhaber John Adams und wurde damit der dritte Präsident der Vereinigten Staaten. Obwohl das Ergebnis der Wahl bereits am 17. Februar 1801 feststand, trat Jefferson verfassungsgemäß erst am 4. März 1801 das Präsidentenamt an. Bis zu diesem Tag waren Adams und der von seiner Föderalistischen Partei kontrollierte Kongress weiter an der Macht. Sie befürchteten, dass Jefferson, der als Gründer der Oppositionspartei Democratic Republicans ein „Anti-Föderalist“ war, die politische Dominanz der Föderalistischen Partei beenden könnte. Gegen diese Jeffersonian Revolution der Anti-Föderalisten  sollte in den letzten Amtstagen der alten Regierung ein Justizbollwerk errichtet werden. Zu diesem Zweck verabschiedete der Kongress am 13. Februar 1801 ein neues Gerichtsgesetz (Judiciary Act of 1801), das eine Reihe neuer Bundesgerichte schuf, die durch die Föderalisten kontrolliert werden sollten.
Am 2. März ernannte Adams – als abgewählter Präsident nurmehr eine Lame Duck – noch 42 Föderalisten zu Richtern an diesen neuen Gerichten. Der Senat stimmte den Ernennungen am folgenden Tag wenige Stunden vor Adams’ Amtsübergabe zu. Einer dieser als  „Mitternachtsrichter“ bezeichneten Kandidaten (Midnight Judges) war William Marbury, der zum Richter des District of Columbia ernannt wurde. Um 12 Uhr mittags am 4. März endete die Amtszeit Adams und Jefferson wurde als neuer Präsident vereidigt.
Marburys Ernennungsurkunde war von Adams sowie von John Marshall in seinem Amt als Secretary of State unterzeichnet worden. Noch etwas komplizierter wurde der Fall dadurch, dass John Marshall von Adams bereits am 4. Februar zum neuen Chief Justice ernannt worden war, er aber bis zur Amtsübernahme Jeffersons weiter als Minister amtierte und erst am 3. März sein Amt am Obersten Gerichtshof antrat. Am folgenden Tag nahm er Jefferson den Amtseid ab.
Jefferson sah 25 der 42 am Tage seiner Amtseinsetzung unterzeichneten Ernennungsurkunden als nichtig an, da sie nicht bis zum Ende des Tages zugestellt wurden. Jefferson ernannte James Madison zu seinem neuen Secretary of State und wies ihn an, die Urkunden nicht zuzustellen.
Marbury legte daraufhin Klage beim Obersten Gerichtshof ein. Die Klage verlangte, dass der Gerichtshof James Madison mittels Vorläufigen Rechtsschutzes (writ of mandamus) anordnen sollte, die Ernennungsurkunden zuzustellen, sodass die Ernennungen rechtskräftig werden würden.

## Relevantes Recht
Art. 3, Abs. 2, S. 2, Verfassung der Vereinigten Staaten

„In allen Fällen, die Botschafter, Gesandte und Konsuln betreffen, und in solchen, in denen ein Einzelstaat Partei ist, übt das Oberste Bundesgericht originäre Gerichtsbarkeit aus. In allen anderen zuvor erwähnten Fällen ist das Oberste Bundesgericht Berufungsinstanz sowohl hinsichtlich der rechtlichen als auch der Tatsachenbeurteilung gemäß den vom Kongress festzulegenden Ausnahme- und Verfahrensbestimmungen.“

Abs. 13, Judiciary Act of 1789

“The Supreme Court shall also have appellate jurisdiction from the circuit courts and courts of the several states, in the cases herein after provided for; and shall have power to issue writs of prohibition to the district courts … and writs of mandamus … to any courts appointed, or persons holding office, under the authority of the United States.”

„Der Oberste Gerichtshof hat Berufungsgerichtsbarkeit für die Bezirksgerichte und die Gerichte der einzelnen Bundesstaaten inne in den Fällen, die hiernach aufgelistet werden, und hat das Recht, Zuständigkeits- und Unterlassungsanordnungen [ mit aufschiebender Wirkung ] an die Bezirksgerichte … und Vorläufige Anordnungen … an alle Gerichte oder Amtsträger unter der Kontrolle der Vereinigten Staaten zu stellen.“

## Rechtsfrage
Es gibt zwei Wege, in einem Fall den Obersten Gerichtshof anzurufen. Einerseits kann die Klage direkt beim Gerichtshof erhoben werden, oder es wird ein Rechtsmittel gegen die Entscheidung eines untergeordneten Gerichts eingelegt.
Da Marbury seine Klage direkt beim Obersten Gerichtshof eingelegt hatte, musste dieser zunächst prüfen, ob er in der Rechtsfrage erstinstanzlich tätig werden konnte, ehe über den Fall als solchen verhandelt werden konnte. Die Verfassung nennt in ihrem dritten Artikel ausdrücklich Fallgruppen, in denen der Oberste Gerichtshof erstinstanzlich zuständig ist. In der Rechtswissenschaft herrscht heute größtenteils Einigkeit, dass der Fall Marburys keiner dieser Fallgruppen unterfällt.
Marburys Argument war, dass der Kongress mit dem Judiciary Act dem Obersten Gerichtshof erstinstanzliches Handeln beim Erlass einer Vorläufigen Anordnung ermöglicht. Aufgrund dieses Arguments musste der Gerichtshof zwei Fragen klären:
1. Regelt der Dritte Verfassungsartikel nur eine Mindestzuständigkeit für den Gerichtshof, die der Kongress erweitern kann, oder ist die Zuständigkeit hier abschließend geregelt und kann vom Kongress nicht verändert werden?
2. Wenn die Zuständigkeit unveränderbar ist, der Kongress aber trotzdem versucht, sie mittels Gesetzes zu verändern, was stellt die vorrangige Rechtsquelle dar: die Verfassung oder das Gesetz? Und, viel bedeutender: Wer entscheidet über den Vorrang? Mit der Antwort auf diese Frage würde das Gericht also seine eigene Zuständigkeit definieren.

## Urteil

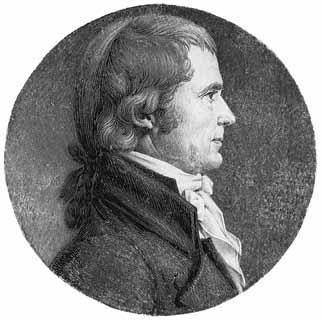
John Marshall (Kupferstich, 1808)

Das Gericht entschied am 24. Februar 1803 einstimmig (4:0), dass es für den Fall keine Zuständigkeit habe, weil die Verfassung für einen solchen Fall keine erstinstanzliche Zuständigkeit vorsieht.
Der Supreme Court hätte nun der bereits im 19. Jahrhundert bekannten Maxime folgen können, die Zuständigkeit des Gerichts sei vor der Begründetheit einer Klage zu prüfen. Dann hätte er die Klage als unzulässig abweisen können, ohne sich den politisch heiklen Fragen ihrer Begründetheit widmen zu müssen. Jedoch verfuhr er umgekehrt. Chief Justice John Marshall begründete per curiam diese Entscheidung, indem er drei Rechtsfragen aufstellte und beantwortete:
1. Hat Marbury ein Recht auf Aushändigung der Ernennungsurkunde?
2. Falls er ein solches Recht hat, stellte das geltende Recht Marbury entsprechende Rechtsmittel zur Verfügung?
3. Ist die Klage auf Vorläufigen Rechtsschutz beim Obersten Gerichtshof die richtige Verfahrensart?

Erst die dritte Frage betrifft die Zuständigkeit des Gerichts für die Klage. Bevor Marshall diese verneinte, bejahte er die ersten beiden Fragen ausdrücklich und befand, dass durch die Nichtzustellung der Ernennungsurkunde ein verbürgtes Recht verletzt worden sei.
Zu der Frage, ob für diesen Fall eine normierte Verfahrensart zur Verfügung stehe, stellte Marshall fest:

“The government of the United States has been emphatically termed a government of laws and not of men. It will certainly cease to deserve this high appellation, if the laws furnish no remedy for the violation of a vested legal right.”

„Die Staatsform der Vereinigten Staaten wird mit Nachdruck definiert als Regieren der Gesetze und nicht einzelner Personen. Sie würde diesen hohen Ruf verlieren, wenn die Gesetze keine Rechtsbehelfe für die Verletzung eines verbürgten Rechts bereitstellten.“

Eines der wichtigsten aus diesem Fall abgeleiteten Prinzipien ist, dass es für jedes Recht auch einen Rechtsbehelf geben muss, von dem im Falle der Rechtsverletzung Gebrauch gemacht werden kann. Dies wird im Englischen mit der Formel no right without remedy ausgedrückt. Dieser fundamentale Rechtsgrundsatz schlägt sich in vielen Rechtsordnungen nieder.
Von diesem Grundsatz gibt es nach Marshall nur dann eine Ausnahme, wenn es um „einen rein politischen Akt geht, über den zu entscheiden die Regierung berufen ist“. In diesen Fällen entfällt der Rechtsschutz. Wenn jedoch, wie im zu entscheidenden Fall hinsichtlich der Übergabe der Ernennungsurkunde, die Legislative per Gesetz die Vornahme bestimmter Akte klar vorgeschrieben hat und das begünstigte Individuum ein klares Interesse an der Vornahme der Akte hat, muss ein Rechtsstaat einen Rechtsbehelf stellen. Marshall befand, dass die Zustellung der Ernennungsurkunde eine solche rechtlich gebotene Handlung sei und Marbury damit der Rechtsweg offenstehe, um die Zustellung zu erzwingen. Indem Madison auf Anordnung von Präsident Jefferson die Aushändigung der Urkunde verweigert habe, habe er nach Ansicht des Gerichts gegen diesen rechtsstaatlichen Grundsatz verstoßen.
Indem Marshall die ersten beiden Fragen im Sinne der Klage beantwortete, erkannte er auf zweifachen Rechtsbruch der neu gewählten Regierung Jeffersons. Gleichzeitig gelang es ihm, dem früheren föderalistischen Präsidenten Adams und sich selbst als Ex-Minister ein einwandfreies Zeugnis auszustellen. Bis auf die aus Zeitgründen nicht mehr vollzogene Übergabe der Ernennungsurkunde hätten sie alles richtig gemacht.
Erst nachdem diese beiden Fragen beantwortet waren, widmete sich Marshall der dritten Frage, ob die Klage auf Vorläufigen Rechtsschutz beim Obersten Gericht die statthafte Verfahrensart sei. Marshall ging hier zurückhaltender vor und verneinte diese. Zur Beantwortung dieser Frage verwies Marshall auf den Judiciary Act, aus dem allein sich die Zuständigkeit des Supreme Court hierfür ergeben könnte. Die Norm wird als nicht ganz eindeutig angesehen, Marshall legte sie aber so aus, dass sich aus ihr die erstinstanzliche Zuständigkeit des Gerichts ergebe.
Marshall betrachtete dann den Dritten Verfassungsartikel, der die Rechtsprechungskompetenz des Gerichts sowohl in erster als auch in letzter Instanz beschreibt und ebendiese erstinstanzliche Zuständigkeit für den Vorläufigen Rechtsschutz nicht enthält. Marbury hatte argumentiert, dass dies unschädlich sei, da die Bestimmungen der Verfassung nur einen Grundstock an Kompetenzen darstellten sollten, zu dem der Kongress mittels Gesetz weitere hinzufügen könne. Marshall stimmte dem aber nicht zu und befand, dass der Kongress keine Befugnis habe, die Zuständigkeit zu erweitern. Der Judiciary Act stehe also diesbezüglich im Widerspruch zur Verfassung.
An dieser Stelle gelangte Marshall an den für die Folgewirkung der Entscheidung zentralen Punkt: den Widerspruch zwischen einfachem Gesetzesrecht und Verfassungsrecht. Er musste nun untersuchen, was zu geschehen habe, wenn ein Bundesgesetz mit der Verfassung unvereinbar ist. Marshall stellte fest, dass „Gesetze, die gegen die Verfassung verstoßen, unrechtmäßig sind“. Die Gerichte sind also in solchen Fällen gezwungen, sich an die Verfassung zu halten. Um diesen Punkt zu unterstützen, bezog sich Marshall auf die Natur der Verfassung: „Welchen Zweck hat eine Verfassung, die Gerichte ignorieren können?“

“To what purpose are powers limited, and to what purpose is that limitation committed to writing, if these limits may, at any time, be passed by those intended to be restrained?”

„Zu welchem Zweck ist die Staatsgewalt beschränkt und zu welchem Zweck werden diese Beschränkungen niedergeschrieben, wenn diese Begrenzungen zu jeder Zeit von denen übergangen werden können, die durch sie [in ihren Befugnissen] eingeschränkt werden sollen?“

Marshall argumentierte auch mit dem Rechtsverweigerungsverbot, das von den Gerichten zwingend verlange, eine solche Einschätzung vorzunehmen. Da Gerichte dazu dienen, über Fälle zu entscheiden, müssen sie auch in der Lage sein festzustellen, welches Recht anwendbar ist. Schließlich verwies Marshall auf den Amtseid, der die Aufrechterhaltung der Verfassung verlange, und auf die Verfassung selbst, die in ihrem Text selbst innerhalb der Liste der höchsten Rechtsquellen vor den Gesetzen der Vereinigten Staaten genannt wird.

Anordnung des Gerichts vom 22. März 1803 an James Madison
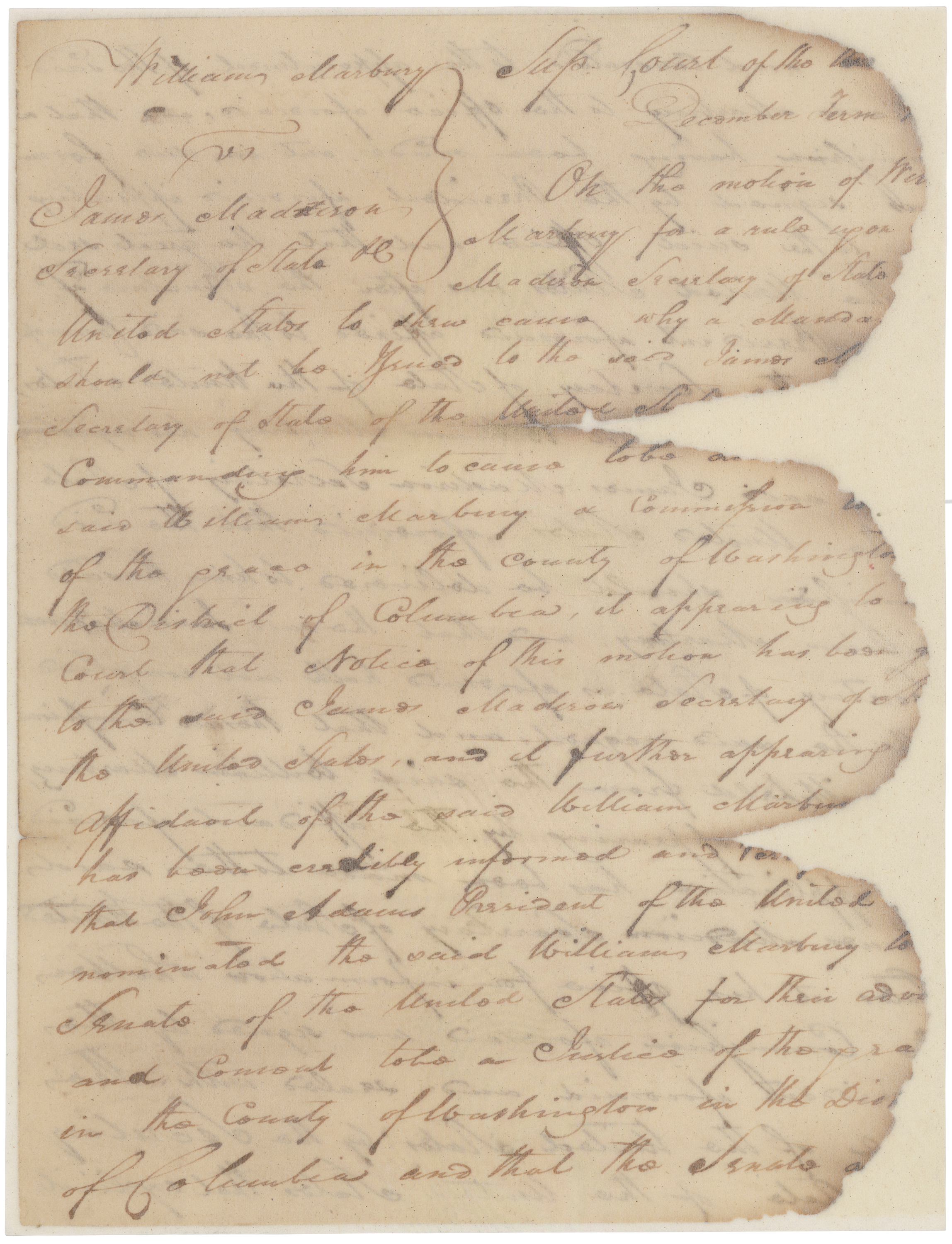
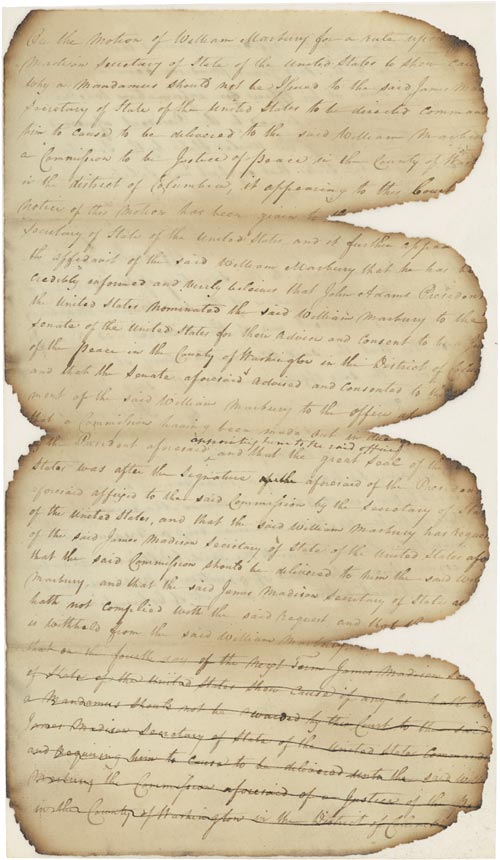
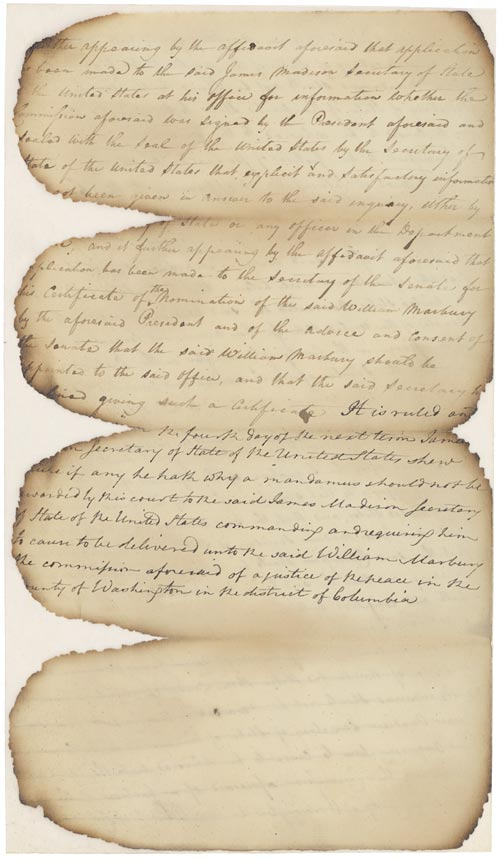

## Kritik
Rechtswissenschaftler haben den Gedankengang Marshalls bei der Feststellung der Verfassungswidrigkeit des Judiciary Act in Frage gestellt. Sie meinen, er zitiere das Gesetz so selektiv, dass daraus eine (verfassungswidrige) Zuständigkeitserweiterung des Obersten Gerichtshofs zu lesen sei. Sie argumentieren insbesondere, dass das Gericht dem Antrag auf Vorläufigen Rechtsschutz hätte folgen sollen, da der dritte Verfassungsartikel ihm erstinstanzliche Zuständigkeiten in allen Fällen gab, die „öffentliche Minister und Konsuln“ betraf, und dass Madison, als Secretary of State und Beklagter in diesem Gerichtsfall, zu jener Personengruppe zähle.
Zweifel werden auch zu Marshalls verfassungsrechtlichem Verständnis von Bundesgesetzen aufgeworfen. So argumentiert Alexander Bickel, Marshall habe eine unrealistische und mechanische Sicht von der Funktion der Rechtsprechung; in der Gerichte eine absolute Pflicht haben, jedes verfassungswidrige Gesetz für nichtig zu erklären. So hätten sie keinen Ermessensspielraum und dürften insbesondere die Konsequenzen ihrer Entscheidungen nicht berücksichtigen.
Da die Verfassung selbst keinerlei Bestimmungen zur Verfassungsgerichtsbarkeit enthält, behaupten Kritiker, dass diese auf einer bedeutenden Fehlinterpretation des Textes beruht. Zwar konnte weder aus der Verfassung selbst noch aus der englischen Rechtstradition ein klares Gesamtbild zu der Frage der Rolle des Supreme Courts und zur Prüfung des Vorrangs der Verfassung gewonnen werden. Marshall hätte damals genauso gut entscheiden können, dass die Gerichte den übrigen Staatsgewalten gleich geordnet sind und jede Staatsgewalt für die Prüfung der Verfassungsmäßigkeit in ihrem Kompetenzbereich selbst verantwortlich ist.
Trotz dieser Kritik wird die Möglichkeit der Gerichte, Gesetze auf ihre Verfassungsmäßigkeit zu überprüfen, innerhalb der amerikanischen Gesellschaft heute als wichtige Funktion des Rechtssystems angesehen. Der mit dieser Entscheidung begründete Vorrang der Gerichte und des Judicial Review verbürgt aus heutiger Sicht mehr Rechtssicherheit als die Gleichordnungsthese.

## Wirkung und Bedeutung
Zunächst hatte das Urteil eine starke politische Wirkung. Marshall wäre aufgrund der Vorgeschichte eigentlich befangen gewesen. Marshalls Argumentation war sicher nicht immer zwingend und teilweise als obiter dictum überflüssig. Es gelang ihm aber mit der Entscheidung, die für ihn wichtigen Aussagen zu treffen, ohne sich dem Vorwurf der Manipulation aussetzen zu müssen. Hätte er der Klage stattgegeben, wäre ein Amtsenthebungsverfahren zu befürchten gewesen. Hätte er bereits die Zulässigkeit der Klage verneint, hätte er in materieller Hinsicht nicht weiter prüfen dürfen.
Zwar konnte Marshall mit dieser Entscheidung nicht dafür sorgen, dass Marbury seine Ernennungsurkunde erhält. So gelang es ihm jedoch zum einen, die aufgebrachte Föderalistische Partei zu beruhigen. Darüber hinaus stärkte er durch sein Urteil den Supreme Court, indem er den Vorrang der Verfassungsgerichtsbarkeit etablierte. Dieser Vorrang der Verfassungsgerichtsbarkeit war damals keineswegs selbstverständlich. Die Verankerung des Judicial Review wird insofern als ein genuiner Beitrag Amerikas zum modernen Verfassungsstaat gewertet.